# Moja slatka devojčica
Moja slatka devojčica je #47 obnovljene edicije Zlatne serije, koju je 2018. godine pokrenuo Veseli četvrtak. Sveska je izašla 1. juna 2023. godine i koštala 430 dinara (3,65 €, 4,12 $). Epizoda je imala ukupno 150 strana. Nakon ove epizode nalazile su se jošp dve kraće pod nazivom "Šbbkbbton" i "Dva oca".

## Originalna epizoda
Epizoda objavljena je premijerno u Italiji u redovnoj godišnjoj ediciji Dylan Dog Magazine 2020. Na kioscima se pojavila 24. marta 2020. i koštala 8,5 €. Scenario su napisali Pola Barbato i Ostini Alberto, a nacrtao ju Đulio Kamanji i Paolo Baćilijeri. Naslovnu stranu je nacrtao Bruno Brindizi.